# Colonia del Sacramento
Colonia del Sacramento (portugisisk: Colónia do Sacramento) er en by i den sydvestlige del af Uruguay. Den ligger ud til Río de la Plata-bugten, direkte overfor Argentinas hovedstad Buenos Aires. Byen er hovedstad i Colonia-departementet og har 26.231(2011) indbyggere. Den blev grundlagt i 1680 og er en af Uruguays ældste byer.  
Den er kendt for sin historiske bydel, der blev optaget på UNESCOs Verdensarvsliste i 1995.